# Liste der EU-Vogelschutzgebiete in Nordrhein-Westfalen
Die Liste der EU-Vogelschutzgebiete in Nordrhein-Westfalen zeigt die 28 Europäischen Vogelschutzgebiete (englisch Special Protection Area, SPA) im deutschen Bundesland Nordrhein-Westfalen. Sie sind Bestandteil des europäischen Schutzgebietsnetzes Natura 2000.
Teilweise überschneiden sie sich mit bestehenden FFH-, Natur- und Landschaftsschutzgebieten.

## Hinweise zu den Angaben in der Tabelle
- Gebietsname: Amtliche Bezeichnung des Schutzgebiets
- Bild/Commons: Bild und Link zu weiteren Bildern aus dem Schutzgebiet
- BfN-ID: Kennung des Schutzgebietes, vergeben durch das Bundesamt für Naturschutz
- WDPA-ID: Link zum Schutzgebiet in der World Database on Protected Areas
- EEA-ID: Link zum Schutzgebiet in der Datenbank der European Environment Agency (EEA)
- seit: Datum der Ausweisung als Schutzgebiet
- Lage: Geografischer Standort
- Kreis/Stadt: Landkreis oder Gemeinde, auf deren Gebiet sich das Schutzgebiet befindet
- Fläche: Gesamtfläche des Schutzgebiets in Hektar
- Bemerkungen: Besonderheiten und Anmerkungen

Die Koordinatenangaben entsprechen dem Mittelpunkt eines Rechtecks, das die äußersten Grenzen von als SPA-Gebieten gemeldeten Flächen umschließt. Dadurch können diese Angaben weit außerhalb der eigentlichen Standorte der Schutzgebiete liegen. Sie dienen nur der groben Orientierung.
Bis auf die Spalte Lage sind alle Spalten sortierbar.

## Tabelle
| Gebietsname                                         | Bild/Commons   | BfN-ID   | WDPA-ID   | EEA-ID    | seit | Lage | Kreis/Stadt                                                  | Fläche ha | Bemerkungen                                             |
| --------------------------------------------------- | -------------- | -------- | --------- | --------- | ---- | ---- | ------------------------------------------------------------ | --------- | ------------------------------------------------------- |
| Diemel- und Hoppecketal mit angrenzenden Wäldern    |                | 4517-401 |           |           | 2023 | ⊙    | Hochsauerlandkreis, Kreis Paderborn                          | 0015154   |                                                         |
| Egge                                                |                | 4419-401 | 555537506 | DE4419401 | 2007 | ⊙    | Hochsauerlandkreis, Kreis Höxter, Kreis Paderborn            | 007164,02 |                                                         |
| Weseraue                                            | weitere Bilder | 3519-401 | 555537439 | DE3519401 | 2007 | ⊙    | Kreis Minden-Lübbecke                                        | 002743,84 |                                                         |
| Düsterdieker Niederung                              | weitere Bilder | 3612-401 | 555537449 | DE3612401 | 2003 | ⊙    | Kreis Steinfurt                                              | 002684,31 |                                                         |
| Bastauniederung                                     |                | 3618-401 | 555537450 | DE3618401 | 2003 | ⊙    | Kreis Minden-Lübbecke                                        | 002500,83 |                                                         |
| Moore und Heiden des westlichen Münsterlandes       |                | 3807-401 | 555537461 | DE3807401 | 2001 | ⊙    | Kreis Borken                                                 | 002323,72 |                                                         |
| Feuchtwiesen im nördlichen Münsterland              |                | 3810-401 | 555537462 | DE3810401 | 2008 | ⊙    | Kreis Borken, Kreis Steinfurt                                | 001560,84 |                                                         |
| Rieselfelder Münster                                | weitere Bilder | 3911-401 | 555537468 | DE3911401 | 2011 | ⊙    | Stadt Münster                                                | 000436,46 |                                                         |
| Heubachniederung, Lavesumer Bruch und Borkenberge   |                | 4108-401 | 555537476 | DE4108401 | 1999 | ⊙    | Kreis Borken, Kreis Coesfeld, Kreis Recklinghausen           | 005076,94 |                                                         |
| Davert                                              |                | 4111-401 | 555537477 | DE4111401 | 2001 | ⊙    | Stadt Münster, Kreis Coesfeld, Kreis Warendorf               | 002226,29 |                                                         |
| Rietberger Emsniederung mit Steinhorster Becken     |                | 4116-401 | 555537478 | DE4116401 | 1999 | ⊙    | Kreis Gütersloh, Kreis Paderborn                             | 000928    |                                                         |
| Senne mit Teutoburger Wald                          |                | 4118-401 | 555537479 | DE4118401 | 2000 | ⊙    | Kreis Gütersloh, Kreis Lippe, Kreis Paderborn                | 015359,68 |                                                         |
| Unterer Niederrhein                                 |                | 4203-401 | 555537488 | DE4203401 | 2011 | ⊙    | Duisburg, Kreis Kleve, Kreis Wesel                           | 025809,38 |                                                         |
| Oppenweher Moor                                     | weitere Bilder | 3417-471 | 555537425 | DE3417471 | 2001 | ⊙    | Kreis Minden-Lübbecke                                        | 000471,51 | Teilgebiet auch im niedersächsischen Landkreis Diepholz |
| Hellwegbörde                                        |                | 4415-401 | 555537505 | DE4415401 | 2008 | ⊙    | Kreis Paderborn, Kreis Soest, Kreis Unna                     | 048378,58 |                                                         |
| Ahrgebirge                                          |                | 5506-471 | 555537672 | DE5506471 | 2004 | ⊙    | Kreis Euskirchen                                             | 000580,66 | Teilgebiet auch in Rheinland-Pfalz                      |
| Luerwald und Bieberbach                             |                | 4513-401 | 555537518 | DE4513401 | 2007 | ⊙    | Hochsauerlandkreis, Märkischer Kreis, Kreis Soest            | 002633,55 |                                                         |
| Möhnesee                                            |                | 4514-401 | 555537519 | DE4514401 | 2007 | ⊙    | Kreis Soest                                                  | 001188,83 |                                                         |
| Schwalm-Nette-Platte mit Grenzwald und Meinweg      | weitere Bilder | 4603-401 | 555537536 | DE4603401 | 2007 | ⊙    | Mönchengladbach, Kreis Heinsberg, Kreis Kleve, Kreis Viersen | 007221,98 |                                                         |
| Bruchhauser Steine                                  | weitere Bilder | 4617-401 | 555537537 | DE4617401 | 2007 | ⊙    | Hochsauerlandkreis                                           | 000084,86 |                                                         |
| Medebacher Bucht                                    |                | 4717-401 | 555537557 | DE4717401 | 2007 | ⊙    | Hochsauerlandkreis                                           | 013849,26 |                                                         |
| Königsforst                                         | weitere Bilder | 5008-401 | 555537598 | DE5008401 | 2007 | ⊙    | Köln, Rheinisch-Bergischer Kreis                             | 002517,26 |                                                         |
| Wahner Heide                                        | weitere Bilder | 5108-401 | 555537611 | DE5108401 | 1999 | ⊙    | Köln, Rheinisch-Bergischer Kreis, Rhein-Sieg-Kreis           | 003039,35 |                                                         |
| Drover Heide                                        | weitere Bilder | 5205-401 | 555537623 | DE5205401 | 2007 | ⊙    | Kreuzau und Vettweiß im Kreis Düren                          | 000598,47 |                                                         |
| Wälder und Wiesen bei Burbach und Neunkirchen       |                | 5214-401 | 555537625 | DE5214401 | 2007 | ⊙    | Kreis Siegen-Wittgenstein                                    | 004654,56 |                                                         |
| Buntsandsteinfelsen im Rurtal                       |                | 5304-401 | 555537640 | DE5304401 | 2007 | ⊙    | Nideggen, Kreuzau, und Heimbach im Kreis Düren               | 000315,38 |                                                         |
| Kermeter-Hetzinger Wald                             | weitere Bilder | 5304-402 | 555577678 | DE5304402 | 2011 | ⊙    | Schleiden, Simmerath, Nideggen, Heimbach                     | 004771,15 |                                                         |
| Kottenforst-Waldville                               |                | 5308-401 | 555537641 | DE5308401 | 2007 | ⊙    | Bonn, Rhein-Sieg-Kreis                                       | 003585,27 |                                                         |
| Lippeaue zwischen Hamm und Lippstadt mit Ahsewiesen |                | 4314-401 | 555537498 | DE4314401 | 2007 | ⊙    | Hamm, Kreis Soest, Kreis Warendorf                           | 002301,23 |                                                         |